# غرينفيل (مسيسيبي)
غرينفيل (بالإنجليزية: Greenville, Mississippi)‏ هي مدينة تقع في الولايات المتحدة في Washington County. يقدر عدد سكانها بـ 34,400 نسمة ومساحتها 71.6 كم2 وترتفع عن سطح البحر 40 متر.

## التركيبة السكانية
حدّد مكتب تعداد الولايات المتحدة بيانات التركيبة السكانية لغرينفيل في تعداد الولايات المتحدة. في ما يلي، التركيبة السكانية حسب تعدادي 2000 و2010.

### تعداد عام 2000
بلغ عدد سكان غرينفيل 41,633 نسمة بحسب تعداد عام 2000، وبلغ عدد الأسر 14,784 أسرة وعدد العائلات 10,419 عائلة مقيمة في المدينة. في حين سجلت الكثافة السكانية 581 نسمة لكل كيلومتر مربع (1,504.8/ميل2). وبلغ عدد الوحدات السكنية 16,251 وحدة بمتوسط كثافة قدره 226.8 لكل كيلومتر مربع (587.4/ميل2).
وتوزع التركيب العرقي للمدينة بنسبة 28.92% من البيض و69.60% من الأمريكيين الأفارقة و0.07% من الأمريكيين الأصليين و0.71% من الأمريكيين ذوي الأصول الآسيوية و0.01% من سكان جزر المحيط الهادئ و0.20% من الأعراق الأخرى و0.49% من عرقين مختلطين أو أكثر و0.71% من الهسبانيون أو اللاتينيون من أي عرق.
بلغ عدد الأسر 14,784 أسرة كانت نسبة 43.4% منها لديها أطفال تحت سن الثامنة عشر تعيش معهم، وبلغت نسبة الأزواج القاطنين مع بعضهم البعض 37.8% من أصل المجموع الكلي للأسر، ونسبة 27.7% من الأسر كان لديها معيلات من الإناث دون وجود شريك، بينما كانت نسبة 5% من الأسر لديها معيلون من الذكور دون وجود شريكة وكانت نسبة 29.5% من غير العائلات. تألفت نسبة 25.8% من أصل جميع الأسر من عدة أفراد يعيشون في نفس المنزل ونسبة 10.4% كانت تتألف من شخص يعيش بمفرده يبلغ من العمر 65 عاماً أو أكثر. وبلغ متوسط حجم الأسرة المعيشية 2.77، أما متوسط حجم العائلات فبلغ 3.34.
بلغ العمر الوسطي للسكان 31.5 عاماً. وكانت نسبة 31.3% من القاطنين تحت سن الثامنة عشر، وكانت نسبة 10% بين الثامنة عشر والرابعة والعشرين عاماً، ونسبة 25.9% كانت واقعةً في الفئة العمرية ما بين الخامسة والعشرين والرابعة والأربعين عاماً، ونسبة 20.3% كانت ما بين الخامسة والأربعين والرابعة والستين، ونسبة 10.8% كانت ضمن فئة الخامسة والستين عاماً فما فوق. يوجد لكل 100 أنثى 85.4 ذكر، ويوجد لكل 100 أنثى في الثامنة عشر من عمرها فما فوق 77.4 ذكر.
بلغ متوسط دخل الأسرة في المدينة 25,928 دولارًا، أما متوسط دخل العائلة فبلغ 30,788 دولارًا. وكان متوسط دخل الذكور 29,801 دولارًا مقابل 20,707 دولارًا للإناث. وسجل دخل الفرد الخاص بالمدينة 13,992 دولارًا. وكانت نسبة 25.7% من العائلات ونسبة 29.6% من السكان تحت خط الفقر، وكان من هؤلاء نسبة 38.3% تحت سن الثامنة عشر ونسبة 23.6% في الخامسة والستين من العمر وما فوق.

### تعداد عام 2010
بلغ عدد سكان غرينفيل 34,400 نسمة بحسب تعداد عام 2010، وبلغ عدد الأسر 12,678 أسرة وعدد العائلات 8,733 عائلة مقيمة في المدينة. في حين سجلت الكثافة السكانية 480 نسمة لكل كيلومتر مربع (1,243.2/ميل2). وبلغ عدد الوحدات السكنية 14,561 وحدة بمتوسط كثافة قدره 203.2 لكل كيلومتر مربع (526.3/ميل2).
وتوزع التركيب العرقي للمدينة بنسبة 20.24% من البيض و78.05% من الأمريكيين الأفارقة و0.15% من الأمريكيين الأصليين و0.73% من الأمريكيين ذوي الأصول الآسيوية و0.02% من سكان جزر المحيط الهادئ و0.26% من الأعراق الأخرى و0.54% من عرقين مختلطين أو أكثر و0.85% من الهسبانيون أو اللاتينيون من أي عرق.
بلغ عدد الأسر 12,678 أسرة كانت نسبة 38.3% منها لديها أطفال تحت سن الثامنة عشر تعيش معهم، وبلغت نسبة الأزواج القاطنين مع بعضهم البعض 32.4% من أصل المجموع الكلي للأسر، ونسبة 30.9% من الأسر كان لديها معيلات من الإناث دون وجود شريك، بينما كانت نسبة 5.6% من الأسر لديها معيلون من الذكور دون وجود شريكة وكانت نسبة 31.1% من غير العائلات. تألفت نسبة 27.1% من أصل جميع الأسر من عدة أفراد يعيشون في نفس المنزل ونسبة 9.7% كانت تتألف من شخص يعيش بمفرده يبلغ من العمر 65 عاماً أو أكثر. وبلغ متوسط حجم الأسرة المعيشية 2.68، أما متوسط حجم العائلات فبلغ 3.25.
بلغ العمر الوسطي للسكان 34.5 عاماً. وكانت نسبة 28.8% من القاطنين تحت سن الثامنة عشر، وكانت نسبة 9.4% بين الثامنة عشر والرابعة والعشرين عاماً، ونسبة 23.6% كانت واقعةً في الفئة العمرية ما بين الخامسة والعشرين والرابعة والأربعين عاماً، ونسبة 25.9% كانت ما بين الخامسة والأربعين والرابعة والستين، ونسبة 12.2% كانت ضمن فئة الخامسة والستين عاماً فما فوق. وتوزع التركيب الجنسي للسكان بنسبة 45.7% ذكور و54.3% إناث.

## أعلام
- تومي تايلور
- هولت كولير
- جورج سكوت
- فين كارتر
- جورج لوسون شيلدون
- جيم هانسون
- تايرون ديفيس
- شيلبي فوت
- فرانك بارنز
- ماري ويلسون